# Olvido Fanjul
Olvido Fanjul Camín (Tremañes, 28 de septiembre de 1910 - Gijón, 8 de agosto de 2001) fue una republicana española, que fue deportada a los campos de concentración nazis.

## Biografía
Nació el 28 de septiembre de 1910 en el barrio gijonés de Tremañes, en Asturias, España. Era hija de Carmen Camín García y de Manuel Fanjul Olay. Sus abuelos paternos, Teresa Olay "La Chispa" y Celestino Fanjul, fueron fundadores del movimiento socialista en la ciudad de Gijón junto a Francisco Cadevieco y Eduardo Varela. Se quedó huérfana de padre y madre a los 14 años, momento en el que tuvo que comenzar a trabajar en la fábrica textil de La Algodonera.
De ideas antifranquistas y republicanas, fue militante de la CNT. En 1933 se afilió a la Agrupación de Mujeres Antifascistas. Realizó un curso de enfermería. Durante la guerra civil española ejerció como auxiliar sanitaria con Socorro Rojo Internacional en el hospitalillo de El Natahoyo, en Gijón. Allí prestaba atención sobre todo a las mujeres con pocos recursos.
El 23 de septiembre de 1937, ante la inminente caída del frente republicano en Gijón, Fanjul formó parte de una de las expediciones de los Niños de Rusia para evacuar a 1.100 menores de la ciudad, huyendo en un barco a Saint Nazaire, en Francia, donde después se embarcó en el trasatlántico Kooperasia hasta Londres. Allí, la comitiva fue trasladada al buque Félix Dzerznsky con destino Leningrado. donde llegaron el 4 de octubre de 1937. Fanjul se instaló con un grupo de niños en Pushkin, donde fue una de las educadoras y cuidadoras de las Casas de Niños españoles. Allí mantuvo una relación sentimental con un militar ruso, Dimitri, que el 22 de junio de 1941, con el inicio de la operación Barbarroja, fue enviado al frente y al que no volvió a ver.
En septiembre de 1941, los nazis cercaron Leningrado, y los niños de la Casa de Pushkin en la que estaba Fanjul fueron enviados al este. Sin embargo, Fanjul, que estaba embarazada, decidió quedarse en Pushkin a la espera de noticias de su marido. Finalmente, a finales de ese mismo año fue detenida por las fuerzas alemanas. Estuvo un año en la cárcel estona de Tallin, donde la obligaron a realizar trabajos forzados. En el invierno de 1942 dio a luz a su hijo Dimitri, que le fue arrebatado por los nazis a los tres meses, alegando que sería destinado al servicio de Hitler.
El 26 de marzo de 1943 fue deportada al campo de concentración de Ravensbrück, conocido como El puente de cuervos y el único exclusivo para mujeres, en el que se convirtió en la prisionera 18.217. Fue de las tres primeras españolas deportadas a ese campo, aunque constaba en las listas como rusa, al haber sido trasladada desde la Unión Soviética, y una de las cinco asturianas junto a Rita Pérez, Leonor Rubiano, Natividad Fernández y la hija de esta, Ángeles Álvarez Fernández.
El robo de su hijo por los nazis le produjo un profundo dolor al que sobrevivió gracias a la solidaridad de otras compañeras deportadas, que la protegieron y obligaron a comer. Cuando se recuperó, tuvo que realizar trabajos forzados de peonaje y para la industria de guerra haciendo soldadura con autógena para fabricar cohetes V1 y V2 para Siemens. Al no contar con medidas de protección en los trabajos de soldadura, sufrió daños en la visión. Coincidió en el campo de Ravensbrück con Dorothea Binz, y una de las palizas que recibió por las guardianas de las SS le provocó pérdidas de audición.
El 23 de abril de 1945, unos días antes de que el ejército soviético liberara el campo de Ravensbrück, llegaron los buses blancos de la Cruz Roja Sueca que evacuaron a Fanjul y a otras 300 mujeres, la mayoría francesas. Así, se convirtió en una de las cuatro asturianas que lograron sobrevivir a Ravensbrück, siendo asesinada la quinta de ellas, Leonor Rubiano, en la cámara de gas. Fanjul fue trasladada a un centro hospitalario en Gotemburgo, donde permaneció durante varios meses para recibir atención médica. Después continuó su recuperación en una residencia francesa en Arcachón, donde estuvo hasta mayo de 1946.
Luego estableció su residencia en Tarbes. Una vez allí, su hermano Celestino le escribió una carta donde le comunicó que su cuñado, el excombatiente republicano de Gijón Gerardo Blanco, se encontraba enfermo en la misma localidad. Fanjul cuidó de Blanco hasta la recuperación de este, permaneciendo juntos desde entonces.
Se fueron a vivir a Cité d'Urac, en la zona rural de Tarbes, donde Fanjul comenzó a trabajar como costurera y Blanco en la construcción. Tuvieron tres hijos. En enero de 1963, volvieron a Gijón. No fue hasta unos días antes que Fanjul y Blanco se casaron y bautizaron a sus tres hijos, para evitar represalias franquistas. Aun así, Blanco debía presentarse de manera regular en el cuartel de la Guardia Civil.
Fanjul falleció en 2001, a los 90 años, en su ciudad natal.

## Reconocimientos
El 31 de marzo de 2022, se instaló en la calle Rufino García Sotura de Gijón un Stolpersteine en su honor, con la siguiente inscripción «Aquí vivió Olvido Fanjul Camín. Nacida en 1910. Exiliada en la Unión Soviética. Deportada en 1943 a Ravensbruck. Liberada». El de Fanjul fue el primer adoquín instalado en la ciudad asturiana de Gijón para recordar a las 34 personas de la ciudad víctimas del nazismo, siendo instalados ese mismo día también los de los deportados Víctor Cueto, Manuel Cortés, Evaristo Rebollar, Aurelio Acebal y Alfredo Andrés.